# Chromocryptus terani
Chromocryptus terani là một loài tò vò trong họ Ichneumonidae.